# سينقيولاريتي (أغنية)
أغنية «سينقيولاريتي» أو «التفرد» هي أغنية فرقة بي تي أس الكورية، ويتم غناءها بشكلٍ مُنفرد من قِبَل العضو V. تم إصداره في 6 مايو 2018 كَـجزءٍ من ألبوم لوف يور سيلف: تير. وقد تمت كتابتها بواسطة تشارلي بيري وآر إم، والمنتج الوحيد لها هو تشارلي بيري. تم إصدار الأغنية للمرة الثانية في الألبوم التجميعي لوف يور سيلف: أنسر بتاريخ 24 أغسطس 2018.

## الخلفية والإصدار
تم إصدار الفيديو الموسيقي لِـ «سينقيولاريتي» كَـإعلانٍ تشويقي للألبوم القادم لوف يور سيلف: تير. وقد وصل الفيديو إلى أكثر من عشرة ملايين مشاهدة في أقل من 15 ساعة. كما أن عمليات البحث عن الكلمة قد زادت بنسبة %7,558، وذلك وفقًا لموقع ديكشنيري دوت كوم.

## الترويج
تم الترويج للأغنية في مهرجان أغنية كي بي أس بتاريخ 29 ديسمبر 2018، قام V بأداء سينقيولاريتي في "KBS Daejun 2018".

## الفيديو الموسيقي
قام كلًّا من قولدبين وسوهيون نام اللذان يكتبان لصالح إم نيوز، بوصف موقع تصوير الفيديو الموسيقي بأنه عبارة عن مساحة مغلقة يتحرك فيها العضو V بين مناطق الضوء والظل، وبعد ذلك إلى غرفة مظلمة مليئة بالأزهار. كما أنهم فسَّروا تصميم الرقص المقيّد بالأقنعة البيضاء على أنه يرمز إلى إخفائه لنفسه الحقيقية لكسب الحب، وصور الجليد المتصدع تشير إلى إدراكه بأنه يتصرف بطريقة مزيفة. وأشارت تمار هيرمان من مجلة بيلبورد إلى أنه بدا وكأنه يتصرف من أسطورة النرجسيّ اليونانية، الذي تسبب حبه للإنعكاس الخاص به في وفاته.
تم الكشف بأن مصمم الرقصات الذي قام بتصميم الرقصة هو كيون مدريد، الذي عمل مع بي تي أس في العديد من الرقصات الأخرى مثل «دوب»، و«فاير»، و«نوت توداي»، و«بلود سويت أند تيرز». والفيديو الموسيقي بإخراج تشوي يونغ سوك من شركة لومبينز. ومساعدو المخرج هم لي وونجو وجونق مينجي، وبارك هيجيونق من لومبينز. ومن الموظفين الرئيسيين الآخرين في العمل مخرج التصوير: نام هيونوو من GDW، وتقني الإضاءة هو سونق هيونسوك من شركة ريل لايتينق، والمحرر بارك هيجيونق، والإخراج الفني بارك جينتشيل وكيم بونا من شركة إم يو إي.

## تكوين الأغنية
من الناحية الموسيقية، تم وصف الأغنية بأنها من نوع ريذم آند بلوز (R&B) مع لمساتٍ من النمط الموسيقي نيو سول والجاز وفقًا لمجلة رولينغ ستون الهندية. كما وصفت برلنغتون كاونتي تايمز ذلك كَـ «إيقاع إسترخاءٍ أُضيفَ إليه صوت V الشبيه بالعسل» والذي «يتحسَّن مع كل إستماع». وهي في المفتاح الثانوي D♭ وبها 104 نبضة موسيقية في الدقيقة.
في مقابلة مع بيلبورد، ذكر الكاتب تشارلي بيري بأن الأغنية بدأت كَـشِعر وتم إنشاؤها من هناك. وقد أرادوا أن تمتلك الأغنية أجواء أو طراز دانييل سيزار / دانغلو في عالم النيو سول. وفقًا لِـ أم تي في نيوز، فإن الأغنية تدور حول استجواب V للقناع الذي يرتديه لإخفاء مشاعره الحقيقية (يسأل نفسه) «هل فقدت نفسي، أم أنني اكتسبتك؟»

## ردود الفعل على الأغنية
بشكلٍ عام، لاقت الأغنية استقبالًا جيدًا حيثُ صرَّح أليكس بيدريدس من صحيفة الغارديان بأن الأغنية كانت "تنعم بتناغمٍ مؤرِّق بشكل خاص (أي: يُطارد العقل ومؤثر ومن الصعب نسيانه أو تجاهله)، كما أنها تبدو في مكانٍ ما بين روح السبعينيات العتيقة وبين الـ R&B المعاصر وسلو جام. وذكرت مجلة آي زد إم أن الأغنية أضافت صوت نيو سول مُميز إلى الألبوم كما ذكرت مجلة سبين بأن V قام بتزويد الأغنية بالثقة الهادئة التي حددت أسلوب الألبوم. وقام موقع بتشفورك بدعوة "سينقيولاريتي" بِـأطروحة الألبوم. وفي منشورٍ على مدونة، وصفت الصحفية مونيك جونز "سينقيولاريتي" بأنها "موسيقى R&B خالصة" وأنها "أغنية مفصَّلة خصيصًا لِـصوت تايهيونق".
عند إصدار الأغنية احتلت المركز الـ13 للمبيعات الرقمية في الولايات المتحدة كما تم بيع أكثر من 10,000 نسخة.

## الجوائز
| الناقد/الناشر    | القائمة                             | المرتبة | المصدر |
| ---------------- | ----------------------------------- | ------- | ------ |
| لوس أنجلوس تايمز | الأفضل في عام 2018                  | 4       | [ 20 ] |
| KultScene        | أفضل فيديو كي بوب موسيقي لعام 2018  | —       | [ 21 ] |
| نيويورك تايمز    | أفضل 65 أغنية في عام 2018           | 20      | [ 22 ] |
| نظام بث سول      | أعلى 100 أغنية بوب آسيوية لعام 2018 | 24      | [ 23 ] |

## حقوق الملكية
حقوق الأغنية مُقتبسة من الملاحظات على بطانة سي دي ألبوم لوف يور سيلف: آنسر.
- الإنتاج: تشارلي بيري، وآر إم.
- باس وكيبورد: تشارلي بيري
- التوزيع الموسيقي الصوتي وهندسة الصوت: (Pdogg في استوديو Dogg Bounce) وأيضًا (Slow Rabbit في استوديو Carrot Express).
- التحرير الرقمي: Adora، وHiss Noise
- ميكس إنجنير: يانغ قا في استوديو بيغ هيت.

## المُخططات
| المُخطط (2018)                     | أعلى مرتبة |
| --------------------------------- | ---------- |
| فرنسا (SNEP)                      | 100        |
| المجر (سنقل توب 40)               | 4          |
| اليابان هوت 100 (بيلبورد اليابان) | 34         |
| كوريا الجنوبية (غاون)             | 54         |
| كوريا الجنوبية (كي بوب هوت 100)   | 10         |
| أمريكا (بيلبورد)                  | 3          |

## تاريخ الإصدار
| النسخة         | الدولة | التاريخ       | الشكل         | الشركة                    |
| -------------- | ------ | ------------- | ------------- | ------------------------- |
| النسخة المُقدمة | مُتعددة | 18 مايو 2018  | تحميل رقمي بث | بيغ هيت إنترتينمنت [ 31 ] |
| النسخة العادية | مُتعددة | 24 أغسطس 2018 | تحميل رقمي بث | بيغ هيت إنترتينمنت [ 31 ] |